# توپ طلای ۲۰۰۰
توپ طلای ۲۰۰۰ (فرانسوی: 2000 Ballon d'Or‎) ۴۵مین رویداد سالیانهٔ توپ طلا بود که از سوی مجلهٔ فرانس فوتبال به بهترین بازیکن فوتبال در سال ۲۰۰۰ اعطا گردید که در این سال، لوئیس فیگو برندهٔ توپ طلا شد.

## رتبه‌بندی
| ردیف | نام               | باشگاه                                           | ملیت          | امتیاز |
| ---- | ----------------- | ------------------------------------------------ | ------------- | ------ |
| ۱    | لوئیس فیگو        | باشگاه فوتبال بارسلونا باشگاه فوتبال رئال مادرید | پرتغال        | ۱۹۷    |
| ۲    | زین‌الدین زیدان    | باشگاه فوتبال یوونتوس                            | فرانسه        | ۱۸۱    |
| ۳    | آندری شوچنکو      | باشگاه فوتبال آ.ث. میلان                         | اوکراین       | ۸۵     |
| ۴    | تیری آنری         | باشگاه فوتبال آرسنال                             | فرانسه        | ۵۷     |
| ۵    | الساندرو نستا     | باشگاه فوتبال لاتزیو                             | ایتالیا       | ۳۹     |
| ۶    | ریوالدو           | باشگاه فوتبال بارسلونا                           | برزیل         | ۳۹     |
| ۷    | گابریل باتیستوتا  | باشگاه فوتبال آ.اس. رم                           | آرژانتین      | ۲۶     |
| ۸    | گایزکا مندیتا     | باشگاه فوتبال والنسیا                            | اسپانیا       | ۲۲     |
| ۹    | رائول             | باشگاه فوتبال رئال مادرید                        | اسپانیا       | ۱۸     |
| ۱۰   | پائولو مالدینی    | باشگاه فوتبال آ.ث. میلان                         | ایتالیا       | ۱۰     |
| ۱۰   | دیوید بکام        | باشگاه فوتبال منچستر یونایتد                     | انگلستان      | ۱۰     |
| ۱۲   | زلاتکو زاهوویچ    | باشگاه فوتبال المپیاکوس باشگاه فوتبال والنسیا    | اسلوونی       | ۸      |
| ۱۲   | فابین بارتز       | باشگاه فوتبال منچستر یونایتد                     | فرانسه        | ۸      |
| ۱۴   | فرانچسکو تولدو    | باشگاه فوتبال فیورنتینا                          | ایتالیا       | ۷      |
| ۱۴   | فرانچسکو توتی     | باشگاه فوتبال آ.اس. رم                           | ایتالیا       | ۷      |
| ۱۴   | روبرتو کارلوس     | باشگاه فوتبال رئال مادرید                        | برزیل         | ۷      |
| ۱۷   | پاتریک کلایورت    | باشگاه فوتبال بارسلونا                           | هلند          | ۶      |
| ۱۸   | ادگار داویدس      | باشگاه فوتبال یوونتوس                            | هلند          | ۵      |
| ۱۸   | هاکان شوکور       | باشگاه فوتبال اینتر میلان                        | ترکیه         | ۵      |
| ۱۸   | ماریو جاردل       | باشگاه فوتبال گالاتاسرای                         | برزیل         | ۵      |
| ۱۸   | فرناندو ردوندو    | باشگاه فوتبال آ.ث. میلان                         | آرژانتین      | ۵      |
| ۲۲   | پاول ندود         | باشگاه فوتبال لاتزیو                             | جمهوری چک     | ۴      |
| ۲۲   | دیوید ترزگه       | باشگاه فوتبال یوونتوس                            | فرانسه        | ۴      |
| ۲۴   | مارسل دسایی       | باشگاه فوتبال چلسی                               | فرانسه        | ۲      |
| ۲۴   | الیور کان         | باشگاه فوتبال بایرن مونیخ                        | آلمان         | ۲      |
| ۲۴   | روی کاستا         | باشگاه فوتبال فیورنتینا                          | پرتغال        | ۲      |
| ۲۷   | لوران بلان        | باشگاه فوتبال اینتر میلان                        | فرانسه        | ۱      |
| ۲۷   | کلودیو لوپز       | باشگاه فوتبال لاتزیو                             | آرژانتین      | ۱      |
| ۲۷   | روی کین           | باشگاه فوتبال منچستر یونایتد                     | جمهوری ایرلند | ۱      |
| ۲۷   | خوان سباستین ورون | باشگاه فوتبال لاتزیو                             | آرژانتین      | ۱      |